# Lord tinent d'Irlanda

Estendard oficial del Lord tinent d'Irlanda

El Lord tinent d'Irlanda (plural: lords tinents, en anglès Lord Lieutenant of Ireland), també coneguts com a «Justicier» als començaments del període medieval i com el lord diputat a la part final del segle xvii, va ser el representant del rei i el cap del govern executiu irlandès durant el Senyoriu d'Irlanda (1171 - 1541), el Regne d'Irlanda (1542-1801) i el de Regne Unit de Gran Bretanya i Irlanda (1801-1922). Encara quan encapçalava l'executiu d'una teòricament independent Irlanda dins del Regne Unit, el justicier, lord diputat o lord tinent actuava com a agent i representant del rei o reina d'Anglaterra (fins al 1707) o rei o reina de Gran Bretanya (1707-1800), i mai no va retre compte davant el parlament irlandès o davant el poble.
L'ofici, sota els seus variats noms, va ser sovint, en general, conegut com a virrei, —la veu en anglès, viceroy, és un préstec del francès viceroy, al seu temps pres del castellà virrei, perquè van ser els reis d'Aragó els primers d'emprar virreis, a Nàpols i Sicília— o «subordinat del rei» (king-deputy), el consort del qual
és coneguda com a virreina.
Encara que els primers «lords diputats» han estat nobles irlandesos de l'Edat Mitjana, amb la curiosa excepció que, solament nobles anglesos o britànics van ser designats per a l'ofici.